# Фёдоровское (Ленинградская область)
Фёдоровское — городской посёлок в Тосненском районе Ленинградской области, административный центр Фёдоровского городского поселения.

## История
Фёдоровский посад был образован во времена Петра Великого. Деревня Фёдоров Посад упоминается на карте Ингерманландии А. Ростовцева 1727 года.
Земли, на котором ныне расположено поселение, принадлежали некоторое время Александру Меншикову. В 1733 году посад был передан Канцелярии строений, а с 19 (30) апреля 1753 года перешёл в ведение конторы Царского Села. С постройкой Павловска Федоровский посад был передан в подчинение Павловского правления.
Одно из первых упоминаний о посаде встречается в «Истории села Царского» Ильи Яковкина, изданной в 1829 году: «По переписи 1744 года в Фёдоровском посаде оказалось мужеского пола душ: 134». В «Атласе Всероссийской империи» за 1727 год село отмечено крупной точкой, как селение на развилке дорог.
9 (20) июня 1783 года по указу императрицы Екатерины II в селе была заложена каменная Вознесенская церковь, которая строилась по проекту выдающегося архитектора Дж. Кваренги. 4 (15) декабря 1785 года церковь была освящена. Это была восьмигранная в плане церковь с одним плоским куполом и невысокой колокольней и прямоугольной апсидой. Вход в храм был оформлен в виде фронтона, который опирался на 4 дорические колонны. Алтарную часть оформлял невысокий деревянный иконостас в три ряда в стиле ампир. Главную святыню составлял образ святителя Николая Чудотворца, украшенный серебряной ризой и помещенный в киот из красного дерева. Икона почиталась как чудотворная. В храме хранились старинные облачения, пожертвованные лично императрицами Екатериной II, Марией Фёдоровной и великим князем Михаилом Павловичем. Церковь находилась на развилке дорог, одна из которых вела в Павловск.
Село являлась вотчиной императрицы Марии Фёдоровны, из которой в 1806—1807 годах были выставлены ратники Императорского батальона милиции.
9 (20) мая 1821 года Фёдоровский посад весь выгорел. Вдовствующая императрица Мария Фёдоровна утешила пострадавших крестьян приказанием выдать лес и деньги на полное восстановление села и храма. После смерти императрицы Марии Фёдоровны Павловское имение перешло к великому князю Михаилу Павловичу. К этому времени в селе насчитывалось уже 134 дома. Во многих окрестных деревнях: Аннолово, Самсоновке, Райколово были открыты бумажные фабрики. Великий князь Михаил Павлович любил прогулки по окрестностям Фёдоровского.

ФЁДОРОВСКИЙ — посад, принадлежит ведомству Павловского городового правления, число жителей по ревизии: 418 м. п., 431 ж. п.; В нём церковь каменная во имя Св. Николая чудотворца. (1838 год)

В 1841 году на окраине посада Михаил Павлович построил загородный дом-дворец, опоясанный балконом, с которого открывались великолепные виды на Павловск. У дворца были разбиты аллеи из сирени и жасмина.
Согласно карте Ф. Ф. Шуберта в 1844 году село называлась Фёдоровской Посад и состояло из 114 крестьянских дворов.
На этнографической карте Санкт-Петербургской губернии П. И. Кёппена 1849 года оно обозначено как село «Fedorowskoj», расположенное в ареале расселения савакотов.

ФЁДОРОВСКИЙ — посад Павловского городового правления, по просёлочной дороге, число дворов — 121, число душ — 465 м. п. (1856 год)

ФЁДОРОВСКИЙ ПОСАД — село владельческое при колодце, число дворов — 170, число жителей: 506 м. п., 551 ж. п.; Церковь православная. Раскольничья молельня. Дворец. Сельское училище. Фёдоровское волостное правление. (1862 год)

- План села Фёдоровский Посад. 1855 год

К 1885 году, согласно «Карте окрестностей Петербурга», число дворов в селе уменьшилось до 134, в селе находился хлебозапасный магазин. Сборник же Центрального статистического комитета описывал его так:

ФЁДОРОВСКИЙ — посад бывший владельческий, дворов — 135, жителей — 1055; волостное правление (до уездного города 12 вёрст), церковь православная, школа, 7 лавок, постоялый двор, торжок в день Вознесенья Господня. В 9 верстах — кирпичный завод. (1885 год)

Согласно материалам по статистике народного хозяйства Царскосельского уезда 1888 года имение при Фёдоровском посаде площадью 8 десятин принадлежало крестьянину Тульской губернии Н. С. Будылину, оно было приобретено в 1885 году за 300 рублей, в имении находилась мелочная лавка.
Согласно данным первой переписи населения Российской империи:

ФЁДОРОВСКИЙ ПОСАД — село, православных — 876, мужчин — 433, женщин — 490, обоего пола — 923. (1897 год)

В 1910 году из-за сильного ветра во время пожара сгорело много домов, в том числе и дворец. После смерти великого князя Михаила Павловича имение перешло в собственность великого князя Константина Николаевича. Новый владелец выполнил священную волю покойной императрицы. «Я прошу моих сыновей, — писала Мария Фёдоровна в параграфе 8 духовного завещания, — обратить все их внимание на счастье и благосостояние моих крестьян и не увеличивать их повинностей». Константин Николаевич обеспечил не только содержание фёдоровских крестьян, но и храма Вознесения Господня с его приходом «как столетнего памятника времен Екатерины Великой».
Следующим владельцем посада стал великий князь Константин Константинович. Имеется множество свидетельств пребывания большого дружного семейства великого князя на Фёдоровской земле. Старожилы вспоминают, что фёдоровские крестьянки были кормилицами и няньками у девяти детей великого князя. К началу XX века Фёдоровский посад представлял собой большое село с населением более 2000 человек. 386 домов располагались на прекрасной возвышенной местности, стояли они по обе стороны дороги в сторону Аннолово до спуска с Фёдоровской горки. В селе были двухэтажные дома, украшенные прекрасной резьбой, торговые лавки, реальное училище, школа, церковь, старообрядческая молельня, питейные заведения.
Крестьяне в основном занимались работой на своем поле, мелочной торговлей (продажей молока), дачным промыслом, легковым и ломовым извозом, питомничеством. Были в Фёдоровском посаде кузнецы и колесники. Последним владельцем Фёдоровского посада был Иоанн Константинович.
В конце XIX — начале XX века село административно относилось к 1-му стану Царскосельского уезда Санкт-Петербургской губернии.
Согласно военно-топографической карте Петроградской и Новгородской губерний издания 1917 года Фёдоровский Посад насчитывал 134 двора.
С 1917 по 1920 год деревня Фёдоровское входила в состав Фёдоровской волости Царскосельского уезда.
С 1920 года в составе Фёдоровского сельсовета Слуцкой волости Детскосельского уезда.
С 1923 года в составе Троцкого уезда.
С 1924 года в составе Фёдоровского сельсовета.
Согласно данным переписи населения СССР 1926 года в селе Фёдоровское проживали 1117 человек — большинство русские, а также эстонцы и лезгины.
С февраля 1927 года в составе Детскосельской волости. С августа 1927 года в составе Детскосельского района.
С 1930 года в составе Тосненского сельсовета Тосненского района.
- План деревни Фёдоровский Посад. 1931 год

Согласно топографической карте 1931 года деревня Посад Фёдоровский насчитывала 320 дворов, в деревне находился сельсовет.
По данным 1933 года — административный центр Фёдоровского сельсовета Тосненского района, в который входили 12 деревень.
По данным 1936 года в состав Фёдоровского сельсовета, с центром в селе Фёдоровское, входили 13 населённых пунктов, 742 хозяйства и 6 колхозов. С августа 1936 года, в составе Слуцкого района.
Во время Великой Отечественной войны село сгорело дотла, а большая часть его населения погибла. Там, где раньше стоял храм, установлен памятный камень. А на месте захоронения почётных людей Фёдоровского посада заложена берёзовая аллея. Село было освобождено от немецко-фашистских оккупантов 25 января 1944 года.
С 1953 года вновь в составе Тосненского района.
В 1958 году население деревни Фёдоровское составляло 575 человек.
По данным 1966 и 1973 годов деревня также являлась центром Фёдоровского сельсовета, в деревне располагалась центральная усадьба совхоза «Фёдоровское».
По данным 1990 года в деревне Фёдоровское Фёдоровского сельсовета проживали 2876 человек. Деревня являлась административным центром Фёдоровского сельсовета в который входили 11 населённых пунктов: деревни Аннолово, Глинка, Кайболово, Ладога, Мыза, Новая, Поги, Рамболово, Рынделево, Фёдоровское, Шумба, общей численностью населения 4022 человека.
В 1997 году в деревне Фёдоровское Фёдоровской волости проживали 2800 человек, в 2002 году — 3028 человек (русские — 93 %).
В 2007 году в деревне Фёдоровское Фёдоровского СП — 3020 человек.
В 2017 году деревня Фёдоровское была преобразована в городской посёлок.

## География
Посёлок расположен в северо-западной части района на автодороге 41К-176 (Павловск — Косые Мосты) в месте примыкания к ней автодороги 41К-174 (подъезд к пос. Фёдоровское).
Расстояние до районного центра — 50 км.
Расстояние до ближайшей железнодорожной станции Павловск — 8 км.

## Демография
| 1862  | 1897  | 2002  | 2007  | 2010  | 2017  | 2018  |
| ----- | ----- | ----- | ----- | ----- | ----- | ----- |
| 1057  | ↘923  | ↗3028 | ↘3020 | ↘2906 | ↗3220 | ↗3338 |
| 2019  | 2020  | 2021  | 2023  | 2024  | 2025  |       |
| ↗3599 | ↗3653 | ↗4763 | ↘4740 | ↘4663 | ↗4868 |       |

## Транспорт
В посёлке осуществляется автобусное сообщение по маршрутам:
- № 318А Тосно, вокзал — Фёдоровское (перевозчик — ООО «Вест-Сервис» (ХТК «Питеравто»)
- № 493 Павловск, автостанция — Аннолово, Новая улица (перевозчик — ООО «Вест-Сервис» (ХТК «Питеравто»)
- № 521 Санкт-Петербург, станция метро «Купчино» — Поги (перевозчик — ООО «Вест-Сервис» (ХТК «Питеравто»)
- № 550 Фёдоровское — Колпино, вокзал (перевозчик — ООО «Вест-Сервис» (ХТК «Питеравто»)
- № 618 Тосно, вокзал — Пушкин, областной университет (перевозчик — ООО «Транс-Балт» (ХТК «Питеравто»)

## Прочее
Традиционно Никола Зимний был престольным праздником Фёдоровского посада, с 2001 года он вновь отмечается в посёлке.